# Moving Picture Experts Group

Logo der Moving Picture Experts Group

Die Moving Picture Experts Group (MPEG, engl. „Expertengruppe für bewegte Bilder“) [ˈmuːvɪŋ ˈpɪktʃəɹ ˈɛkspɜːts ɡɹuːp] ist eine Gruppe von Experten, die sich mit der Standardisierung von Videokompression und den dazugehörenden Bereichen, wie Audiodatenkompression oder Containerformaten, beschäftigt. Umgangssprachlich wird mit „MPEG“ meistens nicht die Expertengruppe, sondern ein spezieller MPEG-Standard bezeichnet.
Drei- oder viermal jährlich kommt die MPEG in fünftägigen Treffen zusammen. Etwa 350 Experten aus 200 Unternehmen und Organisationen aus 20 Ländern nehmen an diesen Treffen, den MPEG-Meetings, teil. Die Gruppe wurde 1988 von Leonardo Chiariglione, damals Vizepräsident der Media Group des italienischen Forschungszentrums CSELT, gegründet. Er trat im Juni 2020 zurück.
Die MPEG ist ein Teil des ISO/IEC JTC1/SC29 (International Organization for Standardization/International Electrotechnical Commission, Joint Technical Committee 1, Subcommittee 29) und dort seit Juni 2020 in verschiedene Arbeitsgruppen aufgeteilt (vormals „Working Group 11“).  Die Standards werden mit der Internationalen Fernmeldeunion (ITU) abgeglichen und größtenteils in gemeinsamen Arbeitsgruppen entwickelt. Prominentestes Beispiel ist der MPEG-4 AVC Standard, der im Wortlaut identisch als ITU-T H.264 verabschiedet wurde.

## MPEG-Formate
Die Gruppe hat folgende Komprimierungsformate zu einem ISO-Standard geführt. H.26x ist die Benennung als ITU-Standard und entstanden aus der Zusammenarbeit mit MPEG:
| Name              | Release        | Bemerkung |
| ----------------- | -------------- | --- |
| H.261             | 1988           | H.261 wurde entwickelt ohne Zusammenarbeit mit MPEG; Bildtelefonie, Videokonferenzen über ISDN |
| MPEG-1            | 1993           | Progressives Video-Format mit mehreren Layern. Wird unter anderem für Video-CDs verwendet. Zum Audio-Teil von MPEG-1 gehört MP3 (MPEG-1 Layer 3). |
| MPEG-2/ H.262     | 1994/95        | Video- und Tonformate in Fernsehqualität. Wird auch für DVD-Videos und DVB verwendet. (Bitrate: bis 15 Mbit/s) |
| H.263             | 1995/96        | H.263 wurde entwickelt ohne Zusammenarbeit mit MPEG |
| H.263+            | 1997/98        | |
| H.263++           | 2000           | |
| MPEG-3            | nie erschienen | Hätte der Standard für HDTV werden sollen. Es genügte aber eine Erweiterung von MPEG-2. MPEG-3 wurde daher nicht mehr verabschiedet. |
| MPEG-4            | 1998–2001      | ISO/IEC 14496: Gegenüber MPEG-2 deutlich stärkere Video-Kompression. Die erste Version des Standards kam 1998 heraus. Es folgte Version 2 1999/00 und die Version 3 2001. MPEG-4 beschreibt u. a. ein komplexes, an QuickTime angelehntes Container-Format, eine 3D-Sprache ähnlich VRML und nicht-rechteckige Video-Objekte. Es enthält auch Unterstützung für Digital Rights Management. |
| MPEG-4 AVC/H.264  | 2002           | H.264: Offizielle Terminologie des ITU. MPEG-4-AVC oder MPEG-4 Teil 10 (offizielle MPEG Terminologie) ISO/IEC 14496-10 AVC. Zu Beginn (2002) auch H.26L genannt. Die Arbeit des JVT oder „JVT CODEC“, Advanced Video Code (AVC), JM2.x, JM3.x und JM4.x genannt. |
| MPEG-7            | 2002           | Ein System zur Beschreibung von multimedialen Inhalten (u. a. Metadaten). Katalogisierung, Inventarisierung und Wiederfindung von multimedialen Daten sind die zentralen Schlagworte. |
| MPEG-21           |                | ISO/IEC 21000: Ein sog. „Multimedia Framework“. |
| MPEG-A            | 2004           | Standardisierung von integrierten Lösungen („MPEG-Anwendungsformaten“) für bestimmte, klar definierte Anwendungsfälle; referenziert Werkzeuge/Technologien sowohl aus anderen MPEG-Standards als auch von außerhalb; |
| MPEG-B            | 2005           | „MPEG Systems Technologies“: Standardisierung von „Systems“-Technologien, die in mehreren MPEG-Standards Verwendung finden (z. B. binäre Codierung von XML); |
| MPEG-C            | 2005           | „MPEG Video Technologies“: Standardisierung von Video-Technologien, die in mehreren MPEG-Standards Verwendung finden (z. B. inverse DCT); |
| MPEG-D            | 2005           | „MPEG Audio Technologies“: Standardisierung von Audio-Technologien, die in mehreren MPEG-Standards Verwendung finden (z. B. „MPEG Surround“ zur Codierung von Raumklang-Audiomaterial); |
| MPEG-E            | 2005           | M3W (MPEG Multimedia Middleware); |
| MPEG-U            | 2010           | „Rich media user interfaces“ |
| MPEG-V            | 2011           | „Media Context and Control“ |
| MPEG-DASH         | 2012           | „Dynamic adaptive streaming over HTTP“, ISO-Standard zum Streaming über HTTP, ähnlich Apple HLS, Microsoft Smooth Streaming und Adobe HDS. |
| MPEG-M            | 2013           | „Multimedia service platform technologies“ |
| MPEG-H HEVC/H.265 | 2013           | „High efficiency coding and media delivery in heterogeneous environments“: Teil 2 beinhaltet HEVC (entspricht dem ITU-Standard H.265), eine Weiterentwicklung von H.264/AVC die bei gleicher Qualität stärkere Kompression erlaubt. |
| MPEG-I            | 2020           | „Versatile Video Coding“, H.266, Future Video Coding (FVC), MPEG-I Part 3 |

MPEG standardisiert nur den Bitstream (Abfolge der Bits) und den Dekodierer (als sogenannte Terminal-Architektur). Der Kodierer wird nicht standardisiert, so dass Raum für Effizienzsteigerungen bleibt. Es werden Musterimplementierungen (verification models) vorgeschlagen, die aber weder besonders schnell noch besonders effizient sind, da sie lediglich die Machbarkeit zeigen. Daher schreiben kommerzielle Anbieter die Implementierungen von MPEG-Kodierern von Grund auf neu, um entweder effizientere, qualitativ bessere Umsetzung des Originalmaterials in den codierten Datenstrom oder eine schnellere Implementierung zu erreichen.
Die MPEG spezifiziert sowohl Containerformate als auch Codecs. Dadurch können beispielsweise in MPEG-2 kodierte Videospuren auch in (technisch allerdings unterlegenen) AVI-Containern abgelegt werden und nicht nur in hauseigenen MPEG-Containern.

## Normenaufbau
Üblicherweise ist eine MPEG-Norm in mehrere Teile aufgeteilt (bspw. ISO-IEC 14496: MPEG-4).
- Teil 1: Systembeschreibung, Überblick über die Architektur und Beschreibung der Systemkomponenten
- Teil 2: Video, Videobitstrom, Videodekodierung
- Teil 3: Audio
- Teil 4: Konformität (Conformance)
- Teil 5: Referenzsoftware
- weitere Teile